# Ovademirler, Uşak
Ovademirler là một xã thuộc huyện Uşak, tỉnh Uşak, Thổ Nhĩ Kỳ. Dân số thời điểm năm 2010 là 1018 người.